# Moorella
Moorella is een geslacht van vliesvleugeligen uit de familie Encyrtidae. De wetenschappelijke naam van dit geslacht is voor het eerst geldig gepubliceerd in 1913 door Cameron.

## Soorten
Het geslacht Moorella omvat de volgende soorten:
- Moorella compressiventris (Timberlake, 1925)
- Moorella fulviceps Cameron, 1913